# Inulină
Inulinele sunt un grup de oligozaharide ce conțin fructoză. Ele aparțin clasei de carbohidrați cunoscută sub denumirea de fructani sau polifructofuranoze legate beta-glicozidic  . 
Se găsesc în rădăcinile de cicoare (Cichorium intybus) și topinambur (Helianthus tuberosus).
Sunt compuse în principal din unități de fructoză cu o moleculă de glucoză terminală, fiind o poliglucidă nereducătoare.
Inulinele stimulează creșterea Bifidobacterium sp. în intestinul gros. 
Inulinele sunt utilizate de către plante pentru depozitarea energiei, găsindu-se în general la nivelul rădăcinilor și rizomilor. Multe plante care sintetizează și acumulează inulina nu mai acumulează alte astfel de materiale, cum ar fi amidonul.
Inulina a început să fie folosită din ce în ce mai mult în alimentație, datorită caracteristicilor sale nutriționale și funcționale deosebite. Poate fi utilizată ca îndulcitor pentru înlocuirea zahărului, în alimentele grase și făinoase. Inulina crește de asemenea și absorbția ionului calciu și posibil cea a ionului magneziu, fiind promotor al creșterii bacteriilor intestinale. Din punct de vedere nutrițional este considerată a fi o fibră solubilă, din acest motiv consumul unor cantități mari conduce la balonare. Inulina are un impact minim asupra glicemiei, putând fi consumată și de diabetici și suferinzii de alte boli cu probleme în ceea ce privește nivelul zahărului din sânge.
Inulina mai ajută și la stabilizarea florei intestinale și de aceea este folosită tot mai frecvent în alimentația zilnică.